# Прапор Війтівців
Прапор Війтівцв — офіційний геральдичний символ смт. Війтівці, Волочиського району Хмельницької області. Затверджений 23.12.2016 рішення 14 (позачергової) сесії селищної ради №12-14|2016. Автори - В.М.Напиткін, К.М.Богатов.

## Опис
Квадратне полотнище розділене вертикально на дві рівновеликі частини – древкову зелену і вільну синю. Від верхніх кутів до центру виходить червоний трикутник, мурований білим, на якому жовте колесо паровоза. В нижніх частинах на жовтому ланцюгу, що виходить від бічних країв прапора, звисає жовтий знак подільського війта – шістнадцятипроменеве сонце, вписане в медальйон.

## Історія

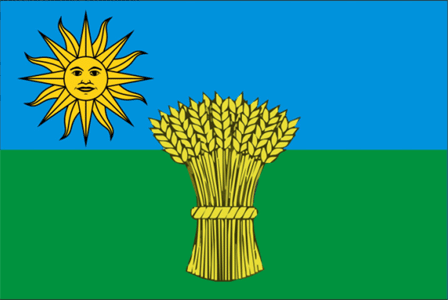
Варіант герба 2016 року

Попередній варіант затверджений 23.12.2016 рішення 14 (позачергової) сесії селищної ради №12-14|2016.
Прапор уособлює собою прямокутне  полотнище, розміром 2 х 3 м., поділене на дві рівновеликі частини по горизонталі. Як і у герба, використано синій колір у верхній частині і зелений у нижній. Облямований прапор, як і герб, золотою каймою. Справа на блакитному тлі висхідне золоте сонце. В середині сніп пшениці , перев’язаний перевеслом. 